# Crédin
Crédin (bretonisch: Kerzhin; Gallo: Qerdein) ist eine französische Gemeinde mit 1.493 Einwohnern (Stand 1. Januar 2022) im Département Morbihan in der Region Bretagne. Sie gehört zum Gemeindeverband Pontivy Communauté.

## Geografie
Crédin liegt im Zentrum der Bretagne im Norden des Départements Morbihan und gehört zum Pays de Pontivy.
Nachbargemeinden sind Rohan im Norden, Bréhan im Osten, Pleugriffet und Réguiny im Süden, Évellys und Kerfourn im Westen sowie Gueltas im Nordwesten.
Der Ort liegt weit abseits von Straßen für den überregionalen Verkehr. Mehrere wichtige Departementsstraßen führen allerdings durch die Gemeinde (D2, D11, D17, D764).
Die bedeutendsten Gewässer sind der Fluss Oust, der Canal de Nantes à Brest und der Bach Lindreu, der im Unterlauf den Namen Runio führt. Entlang dieser Wasserläufe verläuft teilweise die Gemeindegrenze.

## Bevölkerungsentwicklung
| Jahr      | 1962 | 1968 | 1975 | 1982 | 1990 | 1999 | 2009 | 2019 |
| Einwohner | 1532 | 1511 | 1466 | 1397 | 1375 | 1368 | 1476 | 1520 |

## Geschichte
Quelle: 
Crédin wurde 1116 erstmals unter dem Namen Cherdin erwähnt. Die Gemeinde gehört historisch zur bretonischen Region Bro-Sant-Brieg (frz. Pays de Saint-Brieuc) und innerhalb dieser Region zum Gebiet Bro Loudieg (frz. Pays de Loudéac) und teilt dessen Geschichte. Von 1801 bis zu dessen Auflösung am 10. September 1926 gehörte sie zum Arrondissement Ploërmel. Von 1793 bis zu dessen Auflösung 1801 gehörte Crédin zum Kanton Brehan Loudeac.

## Sehenswürdigkeiten
- Ortszentrum, genannt Le Bourg
- Kirche Saint-Pierre-et-Saint-Paul von 1900–1904
- Kapelle Saint-Maudan aus dem 17. Jahrhundert in L’Écu
- Schloss von Couëdic aus dem Jahr 1747 in Le Couëdic
- Herrenhaus von la Buzardière aus dem 17. Jahrhundert im gleichnamigen Ort
- Herrenhaus von Kérel aus dem 18. Jahrhundert im gleichnamigen Ort
- Denkmal für die Gefallenen des Ersten Weltkriegs
- Kalvarienberge von Le Couëdic und Le Teil sowie Kreuz von Fauny (18. Jahrhundert)

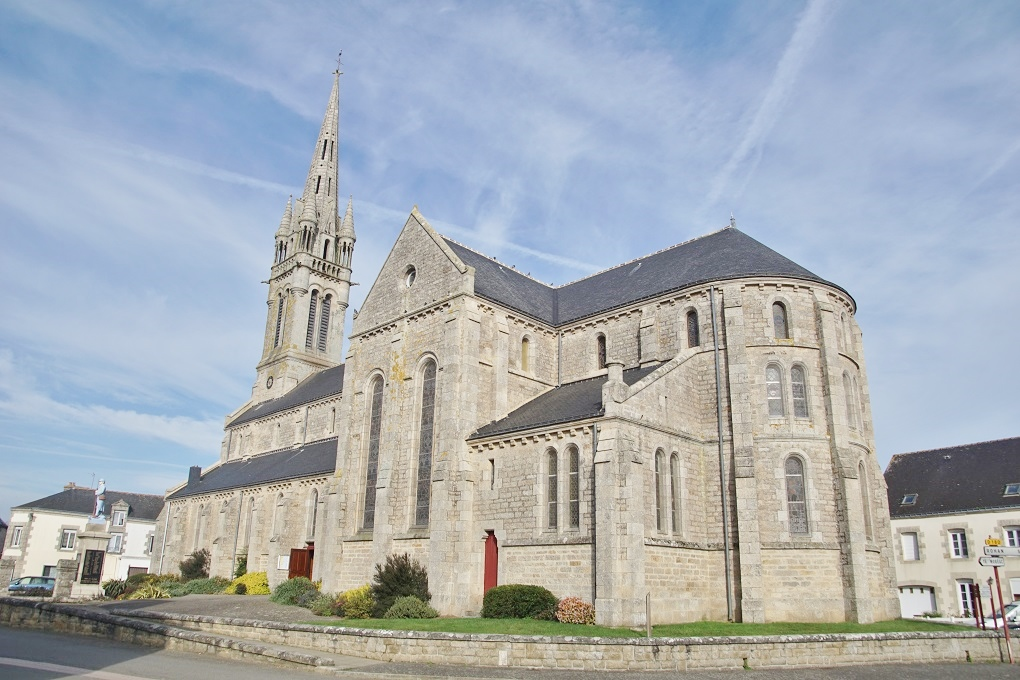
Kirche Saint-Pierre-et-Saint-Paul

Quellen:  und 

## Gemeindepartnerschaft
Crédin hat eine Partnerschaft mit der französischen Gemeinde Évires im Département Haute-Savoie geschlossen.